# 9日

9日（ここのか、くにち）は、暦上の各月における9日目である。
各月の9日については下記を参照。
- 1月9日 - 1月9日 (旧暦)
- 2月9日 - 2月9日 (旧暦)
- 3月9日 - 3月9日 (旧暦)
- 4月9日 - 4月9日 (旧暦)
- 5月9日 - 5月9日 (旧暦)
- 6月9日 - 6月9日 (旧暦)
- 7月9日 - 7月9日 (旧暦)
- 8月9日 - 8月9日 (旧暦)
- 9月9日 - 9月9日 (旧暦)
- 10月9日 - 10月9日 (旧暦)
- 11月9日 - 11月9日 (旧暦)
- 12月9日 - 12月9日 (旧暦)

## 記念日・年中行事
- クジラの日（ 日本）
大日本水産会や日本捕鯨協会等25団体が1993年に制定。「く(9)じら」の語呂合せ。